# Alfred Chardon
Alfred Chardon, né le 4 octobre 1828 à Bonneville (alors division de Savoie du royaume de Sardaigne) et mort le 10 août 1893 dans sa ville de naissance (Haute-Savoie), est un avocat et homme politique français.

## Biographie
Contrairement à une majeure partie de la France qui porte à l'Assemblée nationale des élus conservateurs, la Haute-Savoie permet à cet élu républicain et ses camarades (Jules Philippe, François Duparc) d'arriver en tête le 8 février 1871
Il est l'un des premiers membres de la section CAF Bonneville-Chamonix, en 1877, avec le sénateur savoyard Jules Favre.
En 1890, il est secrétaire de la Commission des finances.

## Mandats
Il est :
- ? - 1893 : Conseiller général puis vice-président du conseil général de la Haute-Savoie. Il succède à la présidence à Louis Chaumontel en 1893, mais il meurt quelque temps après.
- 1871 à 1876 : Député de la Haute-Savoie
- 1876 à 1893 : Sénateur de la Haute-Savoie

## Sources
- « Alfred Chardon », dans Adolphe Robert et Gaston Cougny, Dictionnaire des parlementaires français, Edgar Bourloton, 1889-1891 [détail de l’édition]
- « Alfred Chardon », dans le Dictionnaire des parlementaires français (1889-1940), sous la direction de Jean Jolly, PUF, 1960 [détail de l’édition]